# 潘兆橹
潘兆橹（1925年—），男，河北正定人，中国矿物学家，中国地质大学（武汉）教授。著有《结晶学及矿物学》。